# Ling-Temco-Vought

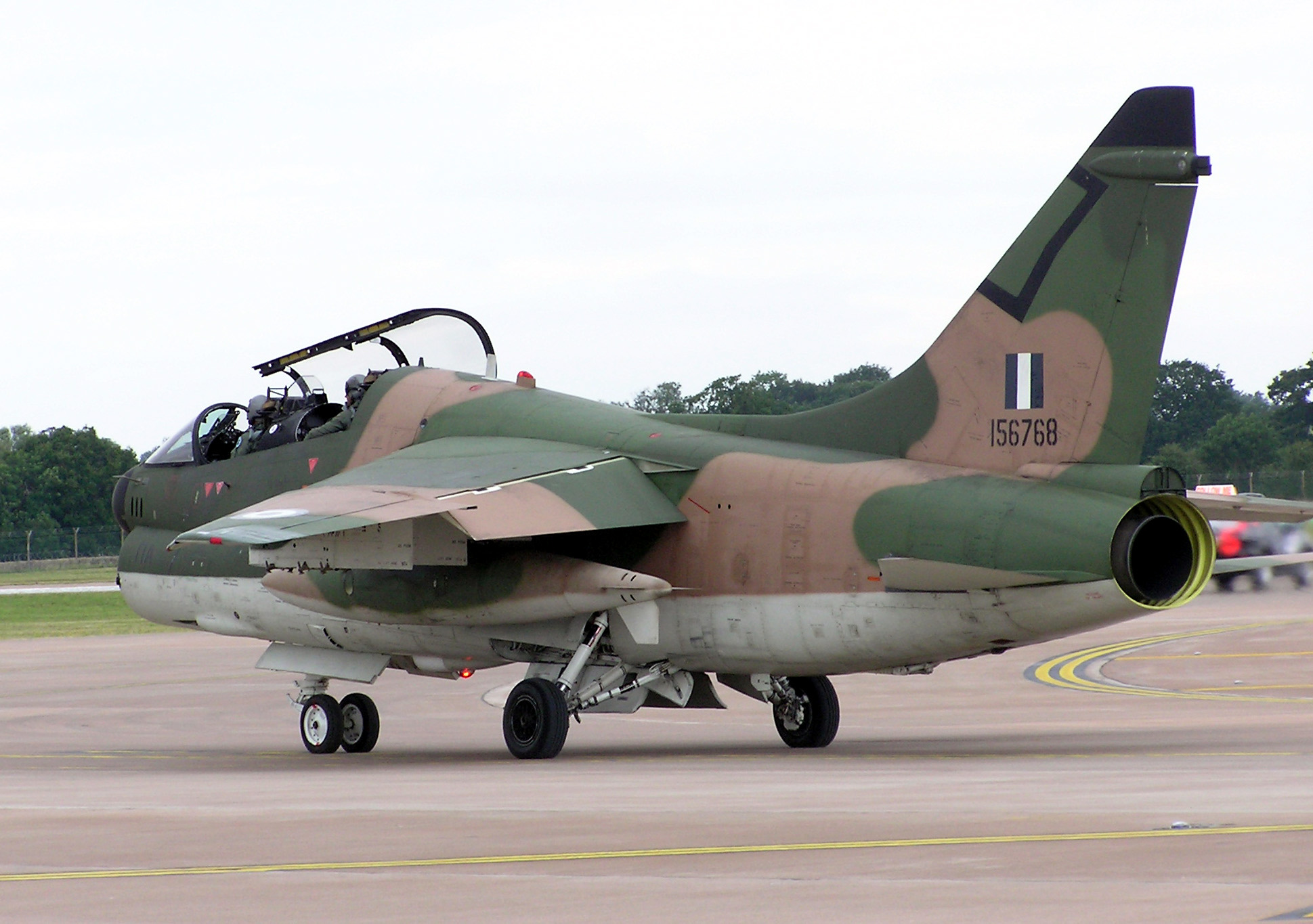
Штурмовик A-7 Corsair II изготовленный «Линг-Темко-Ваут». Этот образец, эксплуатировавшийся ранее USAF, был сфотографирован на британском авиашоу в 2005 году и всё ещё использовался ВВС Греции.

Ling-Temco-Vought или LTV (/lɪŋ tæmkəʊ vɔːt/, чит. «Лин-Темко-Воут», сокр. «Эл-ти-ви») — крупный американский конгломерат, существовавший с 1969 по 2000 годы. На пике своего развития, части этого конгломерата были вовлечены в аэрокосмической, ракетной, электронной и металлургической промышленности, производстве спортивного инвентаря, авиаперевозках, мясной промышленности, прокате автомобилей и производстве лекарственных средств, а также других отраслях.

## История
В 1947 году предприниматель Джеймс Линг основал в Далласе своё собственное предприятие «Ling Electric Company» занимавшееся в качестве подрядчика электромонтажными работами, в котором он и проживал, в задней части магазина. После акционирования и перехода компании в разряд открытых обществ в 1955 году, Линг нашёл ряд новаторских способов продажи своих акций, в том числе продажи со сквозной доставкой товара и продажи на ярмарке штата Техас.

## Образование консорциума
В 1956 году, Линг купил L.M. Electronics, а в 1959 добавил к ней Altec Electronics, производителя стереосистем и громкоговорителей. В июне 1960 года, Линг объединил свою компанию с Temco Aircraft, известную своими работами в области управляемых ракет, а использовав финансы страхового бизнесмена Троя Поста, они приобрели аэрокосмическую компанию Chance Vought (основанную Ченсом Воутом и Бёрдзаем Льюисом под названием Lewis & Vought Corporation, с 31 декабря 1960 г. — Chance Vought Corporation), при этом последняя по своему годовому обороту ($148,7 млн против $254,7 млн), объёму совокупных доходов и правительственных заказов существенно превосходила Ling-Temco. Новая компания стала называться «Ling-Temco-Vought». Из двадцати тысяч работников образованного консорциума, пятнадцать тысяч было занято в Далласе, штат Техас, там же располагались основные производственные мощности.

## Руководство
В руководство образованного консорциума вошли следующие лица:
- Председатель совета директоров, главный исполнительный директор — Роберт Маккалох;
- Председатель исполнительного комитета — Джеймс Линг;
- Исполнительный директор, вице-президент — Клайд Скин.

## Распределение функций
В образованном консорциуме, входящие в него структуры имели каждая свой фронт работ, которые, однако, пересекались по некоторым направлениям деятельности:
- Chance Vought Aircraft, Inc. — аэронавтика (Vought Aeronautics Division), космонавтика (Vought Astronautics Division), телекоммуникация, радиосвязь и радиолокация (Vought Range Systems Division), НИОКР (Vought Research Division), вместе с филиалами, ответственными за электронно-вычислительную технику, подводно-технические работы, промышленную автоматизацию и производство передвижных домов-трейлеров;

- Vought Electronics, Даллас, Техас — электроника и электротехника, оптико-электронное оборудование;
- Information Systems, Inc. — информационные системы;

- Genesys Corp. — электроника;

- Ling-Temco Elecronics, Inc.

- Temco Aircraft Corp., Даллас, Техас — ракетное оружие и техника, аэрокосмическая и авиатехника;

- Temco Electronics and Missile Co. — электроника, связь, радиоэлектронное и радиолокационное оборудование;

- Ling Altec Electronics, Inc., Калвер-Сити, Калифорния — электроника;

- Ling Electronics, Inc., Анахайм, Калифорния — испытательная и контрольно-проверочная аппаратура, аккумуляторные батареи.

## Расширение финансово-промышленной базы
Низкие процентные ставки позволили компании заимствовать значительные суммы, в результате Линг приступил к созданию одного из крупнейших конгломератов 1960-х годов. До тех пор, пока целевая прибыль компании превышала проценты по кредиту (или корпоративным облигациям), или соотношение «цена компании/прибыль компании» было меньше, чем таковое для акций LTV, конгломерат становился в целом прибыльнее. Согласно довольно простым исследованиям рынка акций того времени, компания росла без ограничений и, соответственно росли в цене её акции.
В 1964 году Лингом был основан холдинг и три акционерных общества: «LTV Aerospace», «LTV Ling Altec» и «LTV Electrosystems» (позднее «E-Systems'»', затем часть Raytheon IIS, а с 2002 года часть холдинга L-3 Communications-Integrated Systems (L-3/IS)), отражающих компании, сформировавшие ранее LTV. Эти изменения увеличили капитализацию и позволили Лингу, привлечь больше кредитов и купить больше компаний.
В 1965 году холдинг купил компанию по производству проводов и кабелей «Okonite», в 1967 году приобретена «Wilson and Company», известная инвентарём для гольфа, кроме того, Линг вовлечён в мясной бизнес и бизнес фармацевтических препаратов. Позднее, каждое из этих подразделений было преобразовано в отдельную компанию котирующуюся на Американской фондовой бирже, где они вскоре получили у трейдеров прозвища «Golfball», «Meatball» (фрикадельки) и «Goofball» (разговорное «снотворное»), соответственно. В 1968 — «Greatamerica», холдинг для Braniff International Airways, National Car Rental и J & L Steel. Также, приобретены ряд курортов в Акапулько (Мексика) и Стимбот-Спрингс (штат Колорадо). К 1969 году LTV были куплены 33 компании, в которых были заняты 29 тыс. человек и которые выпускали 15 тыс. различных продуктов и услуг. Она стала одной из сорока крупнейших промышленных корпораций с совокупным объём продаж около 2,7 млрд долларов США.
В 1969 году инвесторы выяснили, что рост конгломератов не происходит быстрее, чем рост индивидуальных компаний до их покупки. Цены на акции резко упали, что вызвало эффект «рынка медведей», при этом сформировалось общее мнение, что виновниками бед рынка стали конгломераты. Антимонопольный иск был подан в том же году, в конечном счёте, в 1970 году совет директоров понизил Линга и он покинул компанию, а его место занял Пол Тайер, бывший топ-менеджер LTV.
В рамках антимонопольного урегулирования 1971 года, LTV продала «Braniff» и «Okonite», а Тайер изменил название компании с «Лин-Темко-Ваут» на сокращённое LTV Corporation («Эл-ти-ви»). В 1975 году, после ухода из компании, Тайер был вовлечен в дело о мошенничестве при продаже незарегистрированных ценных бумаг и его место занял бывший топ-менеджер компании Xerox Раймонд Хэй.
После этого компания вошла в фазу продажи активов и в первую очередь это коснулось целиком LTV Aerospace; аэрокосмическая часть сохранила унаследованное от Vought наименование и стала независимой Vought Corporation, в то время как подразделения занимавшиеся управляемыми ракетами позднее стали частью Loral, а затем подразделением Lockheed Martin Missiles and Fire Control. После слияния 1984 года дочерней металлургической компании J & L Steel с корпорацией Republic Steel, компания продолжала существовать в первую очередь как производитель стали, переименовавшись в LTV Steel, и переместив свою штаб-квартиру в Кливленд в 1993 году.
В 1999, LTV купила питсбургскую Copperweld Corporation у французской компании Imétal S.A..
29 декабря 2000 года «LTV Steel» заявила о банкротстве по главе 11. Активы были куплены и объединены с Weirton Steel с образованием компании International Steel Group (ISG). Некоторые из дочерних железнодорожных компаний — Chicago Short Line Railway, Cuyahoga Valley Railway и River Terminal Railway вошли в состав ISG, тогда как Ohio Central Railroad System приобрела Aliquippa and Southern Railroad и Mahoning Valley Railway. Бывшая Monongahela Connecting Railroad в настоящее время управляется Allegheny Valley Railroad.
В 2002 году «Lombard Metals Corp» расположенная в Бала Кинвуд в Пенсильвании, приобрела все внешние запасы стали в 58 местах по всей территории США, всего до 224 000 000 фунтов стали.

## Продукция
LTV занимался выпуском широкого ассортимента продукции, главным образом, в сегменте военных заказов: производством авиационного и ракетного вооружения и техники, боевых самолётов и различного рода военной техники вплоть до сухопутной, как, например, армейских колёсных транспортёров повышенной проходимости XM-561 и многого другого.

### Летательные аппараты
Жёлтым цветом в представленных списках выделены образцы летательных аппаратов гражданского назначения.
Летательные аппараты, разработанные и изготавливавшиеся Chance Vought/LTV (1917—1970)
- A-7 (I)
- A-7 (II)
- AU
- C-142
- F-8
- FU[англ.]
- F2U
- F3U[англ.]
- F4U
- F5U
- F6U
- F7U
- F8U
- O-28[англ.]
- O2U[англ.]
- O3U[англ.]
- O4U
- O5U[англ.]
- OS2U
- OSU[англ.]
- S2U
- SBU[англ.]
- SB2U
- SB3U[англ.]
- SO2U[англ.]
- SU[англ.]
- TBU[англ.]
- UF
- UO[англ.]
- WU
- O24-2
- UO-1
- V-50[англ.]
- V-65[англ.]
- V-66[англ.]
- V-70[англ.]
- V-80[англ.]
- V-80P[англ.]
- V-85[англ.]
- V-85G[англ.]
- V-90[англ.]
- V-92[англ.]
- V-93[англ.]
- V-97[англ.]
- V-99M[англ.]
- V-100[англ.]
- V-135[англ.]
- V-141[англ.]
- V-142[англ.]
- V-143[англ.]
- V-150[англ.]
- V-156
- V-162
- V-166
- V-173
- V-326
- V-354
- VE-7
- VE-8
- VE-9
- VE-10
- VS-135
- VS-315
- Umbrellaplane
- Chesapeake
- AXV[англ.]
- V-143[англ.]
- Mod. 1600[англ.]
- XF5U
- XF8U-3[англ.]
- YA-7F[англ.]

Экспериментальные летательные аппараты Chance Vought/Temco/LTV
- F-2K
- TT-1
- TE-1A
- XF2U-1
- XO1HJ-1
- XF3U-1
- XCTO-1
- XF2U-1
- XO1HJ-1
- XF3U-1
- XCTO-1
- XC8U-2
- X05U-1
- XSBU-1
- X03U-6
- XSB2U-3
- XSB3U-1
- XSB3U-3
- XOS2U-1
- XS02A-1
- XTBU-1
- XF5U-1
- XF6U-1
- XF7U-1
- XP8U-1
- F8U-3
- XC-1U2A
- V-65
- V-65B
- V-65C
- V-65F
- V-66
- V-66A
- V-66B
- V-66c
- V-66E
- V-70A
- V-66F
- V-65-C-1
- V-80
- V-80P
- V-85G
- V-92C
- V-93S
- V-99M
- V-100
- V-156F
- V-173
- F-8E (FN)
- VS-YFA
- VS-326
- VS-300A
- VS-316
- VS-50
- X-27A
- Globe
- Luscombe
- Plebe-33
- Riley '55
- Riley Twin
- Silvaire
- Swift

Летательные аппараты, в модернизации и/или производстве которых принимала участие Vought Aeronautics
- A2D[англ.]
- A2F-1
- B-25
- B-29
- B-36
- B-38
- B-47
- B-50
- B-52H
- B-56G[англ.]
- B-57
- B-58
- Bell-204
- Boeing 707
- Boeing 747
- C-106
- C-47
- C-51
- C-82[англ.]
- C-97[англ.]
- KC-97
- C-121[англ.]
- C-123
- C-130
- D-18[англ.]
- DC-3
- DC-4
- DC-6
- DC-10
- KC-135
- F-3A
- F-3H
- F-4H
- F-100C
- F-100D
- F-101
- RF-101
- F-10U
- F-105D
- HU-1A
- L-17[англ.]
- Martin 202
- P2V
- P3A
- P5D
- P-5M[англ.]
- P-Vf
- P-51
- R-5D
- R-7V[англ.]
- S-3A
- T-6
- X-20
- XB-70
- YC-125B[англ.]

### Ракетное вооружение
| Ракеты и самолёты-мишени, разработанные и изготавливавшиеся Chance Vought/LTV - ASM-N-8 - SSM-N-8A - SSM-N-8 - KDU-1 - KD2U-1 - SSM-N-9 - XKDT - MGM-52 | Ракеты и реактивные боеприпасы, в разработке и производстве отдельных узлов и агрегатов для которых принимала участие Chance Vought/LTV - M388 - MGM-29 - MIM-23 - LGM-30 - RIM-2 - UGM-27 |

Также были разработаны, но не были запущены в серийное производство:
Стратегические силы ядерного сдерживания
- Longbow — межконтинентальная баллистическая ракета шахтного базирования (НИОКР), разрабатывавшаяся по заказу ВВС США
- SLAM — межконтинентальная крылатая ракета с ядерным двигателем (ВВС)
- Regal — крылатая ракета воздушного базирования, модификация SSM-N-9 для размещения на подкрыльевых пилонах стратегических бомбардировщиков (ВМС)

Пехотное вооружение
- Fire — оперативно-тактический ракетный комплекс (Армия)
- Firepower — оперативно-тактический ракетный комплекс (Армия)
- Rattler — оперативно-тактический ракетный комплекс (Армия)
- Lightweight Antitank Missile System — опытный лёгкий противотанковый ракетный комплекс (словесное название и индекс не присваивались) носимый одним военнослужащим, демонстрация боевых возможностей которого Chance Vought Aircraft состоялась в нач. 1959 г., 3 прямых попадания из 4 пусков (Армия)[13]
- LAW 80 — ручной противотанковый гранатомёт, в 1982 г. получена лицензия у оригинального изготовителя, закуплена партия РПГ для войсковых испытаний, но серийно в США не производился (Армия/КМП)[14]

Авиационное вооружение
- AIAAM — управляемая ракета класса «воздух—воздух» (ВВС)
- HVM — комплекс управляемого вооружения вертолёта с противотанковыми управляемыми ракетами с кинетическим поражающим элементом (Армия)

Корабельное вооружение
- SLCM — крылатая ракета подводного базирования, разрабатывавшаяся в сер. 1970-х гг. как конкурент КР Tomahawk (ВМС)

### Военная техника
Боевые, специальные и транспортные машины
- Agile — экспериментальная полноприводная машина повышенной проходимости сочленённой компоновки для применения в странах Юго-Восточной Азии и тропических регионах, совместные испытания проходили на конкурсной основе в рамках военных учений Swamp Fox I проводившихся Транспортным корпусом США 21 августа — 1 октября 1961 г. в тропических лесах Панамы; на базе её позже был создан ТПК M561 (ДАРПА)[15]
- M561 Truck, Cargo (Gama Goat) — небронированный колёсный транспортёр переднего края (6×6). 14 274 ед. поставлено в войска в 1969—1973 гг., в период Вьетнамской войны (Армия)
- M792 Truck, Ambulance — санитарно-эвакуационная машина (6×6), модификация ТПК M561 для вывоза раненых и погибших с поля боя (Армия)
- Plenum Air Track (PAT) Vehicle — экспериментальный бронетранспортёр на воздушной подушке, разработка которого велась в нач. 1960-х гг. (Армия)[16]

### Другая продукция
Военного назначения
- Iconorama[англ.] — система отображения стратегической воздушной обстановки над Североамериканским континентом (ВВС)
- Боеприпасы

Гражданского назначения
- Алюминиевые кейсы
- Автоматы разлива газированной воды
- Автоматы по производству попкорна
- Вёдра-холодильники для свежевыловленной рыбы
- Посудомоечные машины
- Стиральные машины
- Дефлекторы для двигателей марок Ford, Buick и Chevrolet
- Детали для двигателей марки Pratt & Whitney
- Сельскохозяйственные тракторы
- Гоночные картинги
- Трёхместные водные велосипеды

## Комментарии
1. ↑  Фамилия основателя компании "Ling" традиционно переводится на русский язык как «Линг», хотя буква «г» в устной речи не произносится, как и в фамилии "Vought". В русскоязычной литературе и периодике название корпорации, как правило, транслитерируется как «Линг-Темко-Вогт».